# Кореновање
У математици, {\displaystyle n}-ти корен броја x, где је n позитивни цео број, је број r који, када се подигне на степен n даје x
{\displaystyle r^{n}=x,}
где је n степен корена. Корен од степена 2 се зове квадратни корен и корен од степена 3 је кубни корен. Корени виших степена се називају помоћу редног броја као на пример четврти корен или двадесети корен итд.
На пример:
- 2 је квадратни корен од 4, тако 22 = 4.
- −2 је такође квадратни корен од 4, тако (−2)2 = 4.

Реалан број или комплексан број има n корена степена n. Док, корени 0 нису засебни, сви су изједначени са 0, n н-тог корена било ког реалног или комплексног броја су засебни. Ако је n паран број и x реалан и позитиван број, један од његових {\displaystyle n}-тих корена је позитиван, један је негативан а остали не постоје (у случају када је n = 2) или комплексан ал не реалан број; ако је n парно а x је реалан и негативан број, ниједан од његових {\displaystyle n}-тих корена није реалан број. Ако је n непаран број и x је реалан, један од његових {\displaystyle n}-тих корена има исти знак као x, док остали корени нису реални. Коначно, ако x није реалан број, онда ниједан од његових корена није реалан број.
Корени се често пишу уз помоћ радикалних симбола{\displaystyle {\sqrt {\,\,}}} или {\displaystyle \surd {}}, са {\displaystyle {\sqrt {x}}\!\,} или {\displaystyle \surd x} означавајући квадратни корен, {\displaystyle {\sqrt[{3}]{x}}\!\,} означавајући кубни корен, {\displaystyle {\sqrt[{4}]{x}}} означавајући четврти корен и тако даље. У изразу {\displaystyle {\sqrt[{n}]{x}}}, n се зове индекс, {\displaystyle {\sqrt {\,\,}}} је радикални знак тј корен, и x се зове радиканд. Будући да радикални корен означава функцију, када је број представљен испод радикалног симбола мора да врати једну вредност, тако не-негативни реални корен, познат као главни {\displaystyle n}-ти корен, пожељан више од других; ако једини реални корен је негативан, као кубни корен од броја –8, поново реални корен се сматра реалним кореном. Нерешен корен, специјално онај који користи радикални симбол, често се назива ирационалан или радикал. Сваки израз који садржи радикал, било да је квадратни корен, кубни корен, или већи корен, зове се радикални израз, а ако не садржи ттрансценденталне функције или трансценденталне бројеве зове се алгебарски израз. 
У рачуну, корени се третирају као посебни случајеви степеновања где је експонент разломак:
{\displaystyle {\sqrt[{n}]{x}}\,=\,x^{1/n}}
Корени су практично важни у теорији бесконачних редова; тест корена одређује полупречник конвергенције степена реда. {\displaystyle n}-ти корени могу такође бити дефинисани за комплексне бројеве, и комплексни корен од 1 (корен јединства) игра битну улогу у вишој математици. Галоисова теорија се може користити за одређивање који алгебарски бројеви се могу добити коришћењем корена, и да докаже Абел-Руфинову теорему, која наводи да општи полином једначина петог степена и виших, и не може бити решен коришћењем само корена; овај резултат је познат као "нерастворљивост од квантика".

## Етимологија

### Порекло симбола корен
Порекло симбола корен √ је у великој мери спекулативна. Неки извори указују да је симбол први пут употребио арапски математичар. Једна од тих математичара је "Abū al-Hasan ibn Alī al-Qalasādī" (1421–1486). Легенда каже да је преузето из арапског писма "ج" (ǧīm, /dʒim/), који је прво слово у арапској речи
"جذر" (jadhir, значи "корен"; /ˈdʒ[invalid input: 'ah'][invalid input: 'dh']ir/). Међутим, многи научници, укључујући и Леонарда Ојлера, верују да потиче од слова "р", прво слово латинске речи "radix" (значи "корен"), указује на исту математичку операцију. Симбол је први пут био виђен у штампи без црте (хоризонтални "бар" преко бројева унутар радикалног симбола) године 1525 у нем. Die Coss од стране Кристофера Рудолфа, немачког математичара.
Уникод и HTML карактери кодова за радикалне симболе су:
| Читање          | Карактер | Уникод | АСЦII   | URL       | HTML(остали) |
| --------------- | -------- | ------ | ------- | --------- | ------------ |
| Квадратни корен | √        | U+221A | &#8730; | %E2%88%9A | &radic;      |
| Кубни корен     | ∛        | U+221B | &#8731; | %E2%88%9B |              |
| Четврти корен   | ∜        | U+221C | &#8732; | %E2%88%9C |              |

### Етимологија "ирационалних"
Термин ирационалан води порекло још од ел Хорезмија (умро. 825), који се односи на рационалне и ирационалне бројеве као звучне и безвучне. Ово је касније довело до арапске речи  "أصم" (asamm, што значи "глув" или "глуп") за ирационалне бројеве који су били преведени на латински као"surdus" (што значи"глув" или "нем"). Герард од Кремона (в. 1150), Фибоначи (1202), и онда Роберт Рекорд (1551) сви су користили термин који се односи на нерешене ирационалне корене.

## Дефиниција и обележавање
{\displaystyle n}-ти корен броја x, где је n позитиван цео број, је било који од n реалних или комплексних бројева r чији {\displaystyle n}-ти степен је x:
{\displaystyle r^{n}=x.\!\,}
Сваки позитивни реалан број x има један позитиван {\displaystyle n}-ти корен, који се назива [[основни {\displaystyle n}-ти корен]], и пише се као {\displaystyle {\sqrt[{n}]{x}}}. За n једнако 2 ово се назива основни квадратни корен и n је изостављено. {\displaystyle n}-ти корен може бити представљен и преко степеновања као x1/n.
За парне вредности n, позитивни бројеви такође имају негативне н-те корене, док негативни бројеви немају реалне н-те корене. За непарне вредности n, сваки негативан број x има реални негативни {\displaystyle n}-ти корен. На пример, −2 има реални 5-и корен, {\displaystyle {\sqrt[{5}]{-2}}\,=-1.148698354\ldots } али −2 нема ниједан реални 6-и корен.
Сваки не-нула број x, реална или комплексна, има n различитих комплексних бројева н-тог корена укључујући било позитиван или негативан корен. Они су сви различити, осим у случају
x = 0, сви чији {\displaystyle n}-ти корени су једнаки  0.
{\displaystyle n}-ти корени скоро свих бројева (сви цели бројеви осим {\displaystyle n}-тих степена, и сви рационални осим количника два н-та степена) су ирационални. На пример,
{\displaystyle {\sqrt {2}}=1.414213562\ldots }
Сви {\displaystyle n}-ти корени целих бројева су алгебарски бројеви.

### Квадратни корени
Квадратни корен броја x је број који када се квадрира даје број  x:
{\displaystyle r^{2}=x.\!\,}
Сваки позитиван реални број има два квадратна корена, један позитиван и један негативан. На пример, два квадратна корена од 25 су 5 и -5. Позитиван квадратни корен је такође познат као основни квадратни корен, и означен је са радикалним знаком:
{\displaystyle {\sqrt {25}}=5.\!\,}
Пошто је квадрат сваког реалног броја позитиван реалан број, негативни бројеви немају прави квадратни корен. Међутим, сваки негативан број има два имагинарна квадратна корена. На пример, квадратни корен од −25 су 5i и −5i, где i представља квадратни корен од −1.

### Кубни корен
Кубни корен броја x је број r који када се подигне на куб даје број x:
{\displaystyle r^{3}=x.\!\,}
Сваки реални број x има тачно један прави кубни корен, написан {\displaystyle {\sqrt[{3}]{x}}}. На пример,
{\displaystyle {\sqrt[{3}]{8}}\,=\,2\quad {\text{and}}\quad {\sqrt[{3}]{-8}}\,=-2.}
Сваки реалан број има два додатна комплексна кубна корена. 

## Идентитети и својства
Сваки позитиван реалан број има позитиван {\displaystyle n}-ти корен и правила за рад са таквима су јасна:
{\displaystyle {\sqrt[{n}]{ab}}={\sqrt[{n}]{a}}{\sqrt[{n}]{b}}\,,}
{\displaystyle {\sqrt[{n}]{\frac {a}{b}}}={\frac {\sqrt[{n}]{a}}{\sqrt[{n}]{b}}}\,.}
Коришћењем форме степена као {\displaystyle x^{1/n}} нормално олакшава поништавање степена и корена.
{\displaystyle {\sqrt[{n}]{a^{m}}}=\left(a^{m}\right)^{\frac {1}{n}}=a^{\frac {m}{n}}.}
Проблем може да настане када имамо {\displaystyle n}-ти корен негативног или комплексног броја. На приме:
{\displaystyle {\sqrt {-1}}\times {\sqrt {-1}}=-1}
где је 
{\displaystyle {\sqrt {(-1)\times (-1)}}=1}
када се узме главна вредност корена. 

## Поједностављена форма радикалног израза
Не-уклопљени радикални израз је у поједностављеном облику ако
1. Нема фактор радиканда који се може написати као степен већи или једнак индексу.
2. Не постоје фракција под радикалним знаком.
3. Не постоје остаци у имениоцу.

На пример, да бисмо написали израз корена {\displaystyle {\sqrt {\tfrac {32}{5}}}} у поједностављеном облику, можемо наставити на следећи начин. Прво, тражити савршен квадрат испод корена и уклонити га:
{\displaystyle {\sqrt {\tfrac {32}{5}}}={\sqrt {\tfrac {16\cdot 2}{5}}}=4{\sqrt {\tfrac {2}{5}}}}
Затим, постоји део под радикалним знаком, који се мења на следећи начин:
{\displaystyle 4{\sqrt {\tfrac {2}{5}}}={\frac {4{\sqrt {2}}}{\sqrt {5}}}}
На крају, ми уклањамо остатак из имениоца на следећи начин:
{\displaystyle {\frac {4{\sqrt {2}}}{\sqrt {5}}}={\frac {4{\sqrt {2}}}{\sqrt {5}}}\cdot {\frac {\sqrt {5}}{\sqrt {5}}}={\frac {4{\sqrt {10}}}{5}}={\frac {4}{5}}{\sqrt {10}}}
Када постоји именилац који укључује корен, увек је могуће пронаћи неки број којим ћемо помножити и именилац и бројилац са сличним изразом. На пример помоћу факторизације:
{\displaystyle {\frac {1}{{\sqrt[{3}]{a}}+{\sqrt[{3}]{b}}}}={\frac {{\sqrt[{3}]{a^{2}}}-{\sqrt[{3}]{ab}}+{\sqrt[{3}]{b^{2}}}}{({\sqrt[{3}]{a}}+{\sqrt[{3}]{b}})({\sqrt[{3}]{a^{2}}}-{\sqrt[{3}]{ab}}+{\sqrt[{3}]{b^{2}}})}}={\frac {{\sqrt[{3}]{a^{2}}}-{\sqrt[{3}]{ab}}+{\sqrt[{3}]{b^{2}}}}{a+b}}\,.}
Поједностављење радикалног израза који укључују уметнуте радикале може бити прилично тешко. Није одмах јасно на пример, да: 
{\displaystyle {\sqrt {3+2{\sqrt {2}}}}=1+{\sqrt {2}}}
Горе наведена средства могу се извести путем:
{\displaystyle {\sqrt {3+2{\sqrt {2}}}}={\sqrt {1+2{\sqrt {2}}+2}}={\sqrt {1^{2}+2{\sqrt {2}}+{\sqrt {2}}^{2}}}={\sqrt {(1+{\sqrt {2}})^{2}}}=1+{\sqrt {2}}}

## Бесконачни редови
Корени могу представљати бесконачне редове:
{\displaystyle (1+x)^{s/t}=\sum _{n=0}^{\infty }{\frac {\prod _{k=0}^{n-1}(s-kt)}{n!t^{n}}}x^{n}}
са {\displaystyle |x|<1}. Овај израз може да се изведе из биномних редова. 

## Рачунање основних корена
{\displaystyle n}-ти корен целог броја није увек цео број, и ако није цео број онда није ни рационалан број. На пример, пети корен броја 34
{\displaystyle {\sqrt[{5}]{34}}=2.024397458\ldots ,}
где тачке означавају да се децимални израз не завршава после било које коначне цифре бројева. Будући да у овом примеру цифре после децимале никада не улазе у образац понављања, број је ирационалан.

### n{\displaystyle n}-ти корен алгоритма
{\displaystyle n}-ти корен броја А може бити израчунат уз помоћ [[{\displaystyle n}-ти корен алгоритма|н-тог корена алгоритма]], специјалног случаја Њутнове методе.  Почните са почетном претпоставком
x0 а затим поновити коришћењем понављања односа 
{\displaystyle x_{k+1}={\frac {1}{n}}\left({(n-1)x_{k}+{\frac {A}{x_{k}^{n-1}}}}\right)}
док се жељена прецизност не постигне.
У зависности од примене, може бити довољно користити само први Њутнов апроксимат:
{\displaystyle {\sqrt[{n}]{x^{n}+y}}\approx x+{\frac {y}{nx^{n-1}}}.}
На пример, да би нашли пети корен броја 34, напоменути да
25 = 32 и на тај начин се
x = 2, n = 5 и y = 2 у горњој формули. Ово даје 
{\displaystyle {\sqrt[{5}]{34}}={\sqrt[{5}]{32+2}}\approx 2+{\frac {2}{5\cdot 16}}=2.025.}
Грешка у приближавању је само око
0.03%.
Њутнова метод може бити модификована да произведе генерализовани непрекидни разломак за {\displaystyle n}-ти корен који се може модификовати на различите начине као што је описано у том чланку. На пример: 
{\displaystyle {\sqrt[{n}]{z}}={\sqrt[{n}]{x^{n}+y}}=x+{\cfrac {y}{nx^{n-1}+{\cfrac {(n-1)y}{2x+{\cfrac {(n+1)y}{3nx^{n-1}+{\cfrac {(2n-1)y}{2x+{\cfrac {(2n+1)y}{5nx^{n-1}+{\cfrac {(3n-1)y}{2x+\ddots }}}}}}}}}}}};}
{\displaystyle {\sqrt[{n}]{z}}=x+{\cfrac {2x\cdot y}{n(2z-y)-y-{\cfrac {(1^{2}n^{2}-1)y^{2}}{3n(2z-y)-{\cfrac {(2^{2}n^{2}-1)y^{2}}{5n(2z-y)-{\cfrac {(3^{2}n^{2}-1)y^{2}}{7n(2z-y)-\ddots }}}}}}}}}
У случају петог корена од 34 изнад (после дељења заједничких фактора)
{\displaystyle {\sqrt[{5}]{34}}=2+{\cfrac {1}{40+{\cfrac {4}{4+{\cfrac {6}{120+{\cfrac {9}{4+{\cfrac {11}{200+{\cfrac {14}{4+\ddots }}}}}}}}}}}}=2+{\cfrac {4\cdot 1}{165-1-{\cfrac {4\cdot 6}{495-{\cfrac {9\cdot 11}{825-{\cfrac {14\cdot 16}{1155-\ddots }}}}}}}}}

### Прорачун цифре-по-цифре основних корена децимала (базе 10) бројева
Ослањајући се на цифра-по-цифра израчунавање квадратног корена, може се видети да је формула коришћена тамо, {\displaystyle x(20p+x)\leq c}, или {\displaystyle x^{2}+20xp\leq c}, следила образац који укључује Паскалов троугао. За {\displaystyle n}-ти корен броја  {\displaystyle P(n,i)} се дефинише као вредност елемента {\displaystyle i} у низу {\displaystyle n} Паскаловог троугла, таква да {\displaystyle P(4,1)=4}, ми можемо да трансформишемо израз као{\displaystyle \sum _{i=0}^{n-1}10^{i}P(n,i)p^{i}x^{n-i}}. Ради лакшег сналажења, позовите резултат овог израза {\displaystyle y}. Коришћењем овог општијег израза, било који позитивни основни корен може да се израчуна, цифра по цифра, као што следи .
Напишите оригинални број у децималном облику. Бројеви су написани слично алгоритму дугог дељења, и, као у дугој подели, корен ће бити написан на линији изнад. Сада раздвоји цифре у групе цифара изједначавањем до корена који се предузима, почевши од децималног зареза и иди и лево и десно. Децималне тачке корена ће бити изнад децималног зареза квадрата. Једна цифра корена ће се појавити изнад сваке групе цифара оригиналног броја. 
Почевши са леве-нај групе цифара, урадите следећи поступак за сваку групу:
1. Почевши са леве стране, обори најзначајнију (скроз лево) групу цифара која није коришћена (ако се користе све цифре, пиши "0" колико пута је неопходно за успостављање групе) и писати их надесно од остатка из претходног корака (на првом кораку, неће бити остатака). Другим речима, помножите остатак од {\displaystyle 10^{n}} и додајте цифре од следеће групе. То ће бити тренутна вредност с.
2. Пронађите p и x, на следећи начин:
  - Нека {\displaystyle p} буде део корена до сада пронађених, игноришући било које децималне тачке. (За први корак, {\displaystyle p=0}).
  - Одредити највећу цифру {\displaystyle x} тако да је  {\displaystyle y\leq c}.
  - Поставите цифру {\displaystyle x} као следећу цифру корена, изнад групе цифара само сведене. Тако следеће p ће бити старо p пута 10 плус x.
3. Одузети {\displaystyle y} од {\displaystyle c} да формирате нови подсетник.
4. Ако је остатак нула, а нема више цифара да се сруше, онда алгоритам је прекинут. У супротном се вратите на корак 1 за другу итерацију.

#### Примери
Пронађи квадратни корен броја 152.2756.
```
        
  1  2. 3  4 

    
 
  /
     \/  01 52.27 56

         01                   10
0
·1·0
0
·1
2
 + 10
1
·2·0
1
·1
1
     ≤      1   <   10
0
·1·0
0
·2
2
   + 10
1
·2·0
1
·2
1
         x = 1
        
 01 
                     y = 10
0
·1·0
0
·1
2
   + 10
1
·2·0
1
·1
2
   = 1 +    0   = 1
         00 52                10
0
·1·1
0
·2
2
 + 10
1
·2·1
1
·2
1
     ≤     52   <   10
0
·1·1
0
·3
2
   + 10
1
·2·1
1
·3
1
         x = 2
        
 00 44 
                  y = 10
0
·1·1
0
·2
2
   + 10
1
·2·1
1
·2
1
   = 4 +   40   = 44
            08 27             10
0
·1·12
0
·3
2
 + 10
1
·2·12
1
·3
1
   ≤    827   <   10
0
·1·12
0
·4
2
  + 10
1
·2·12
1
·4
1
        x = 3
           
 07 29 
               y = 10
0
·1·12
0
·3
2
  + 10
1
·2·12
1
·3
1
  = 9 +  720   = 729
               98 56          10
0
·1·123
0
·4
2
 + 10
1
·2·123
1
·4
1
 ≤   9856   <   10
0
·1·123
0
·5
2
 + 10
1
·2·123
1
·5
1
       x = 4
              
 98 56 
            y = 10
0
·1·123
0
·4
2
 + 10
1
·2·123
1
·4
1
 = 16 + 9840   = 9856
               00 00          Алгоритам престаје: Одговор је 12.34
```

Пронађи кубни корен броја 4192 до најближе стотине.
```
     
   1   6.  1   2   4

 
3
  /
  \/  004 192.000 000 000

      004                      10
0
·1·0
0
·1
3
    +  10
1
·3·0
1
·1
2
   + 10
2
·3·0
2
·1
1
    ≤          4  <  10
0
·1·0
0
·2
3
     + 10
1
·3·0
1
·2
2
    + 10
2
·3·0
2
·2
1
     x = 1
     
 001 
                        y = 10
0
·1·0
0
·1
3
   + 10
1
·3·0
1
·1
2
   + 10
2
·3·0
2
·1
1
   = 1 +      0 +          0   = 1
      003 192                  10
0
·1·1
0
·6
3
    +  10
1
·3·1
1
·6
2
   + 10
2
·3·1
2
·6
1
    ≤       3192  <  10
0
·1·1
0
·7
3
     + 10
1
·3·1
1
·7
2
    + 10
2
·3·1
2
·7
1
     x = 6
     
 003 096 
                    y = 10
0
·1·1
0
·6
3
   + 10
1
·3·1
1
·6
2
   + 10
2
·3·1
2
·6
1
   = 216 +  1,080 +      1,800   = 3,096
          096 000              10
0
·1·16
0
·1
3
   + 10
1
·3·16
1
·1
2
   + 10
2
·3·16
2
·1
1
   ≤      96000  <  10
0
·1·16
0
·2
3
   + 10
1
·3·16
1
·2
2
   + 10
2
·3·16
2
·2
1
    x = 1
         
 077 281 
                y = 10
0
·1·16
0
·1
3
  + 10
1
·3·16
1
·1
2
  + 10
2
·3·16
2
·1
1
  = 1 +    480 +     76,800   = 77,281
          
018 719 000
link=|class=skype_c2c_logo_img|0x0px
018 719 000
          10
0
·1·161
0
·2
3
  + 10
1
·3·161
1
·2
2
  + 10
2
·3·161
2
·2
1
  ≤   18719000  <  10
0
·1·161
0
·3
3
  + 10
1
·3·161
1
·3
2
  + 10
2
·3·161
2
·3
1
   x = 2
             
 
015 571 928
link=|class=skype_c2c_logo_img|0x0px
015 571 928
 
        y = 10
0
·1·161
0
·2
3
 + 10
1
·3·161
1
·2
2
 + 10
2
·3·161
2
·2
1
 = 8 + 19,320 + 15,552,600   = 15,571,928
              003 147 072 000  10
0
·1·1612
0
·4
3
 + 10
1
·3·1612
1
·4
2
 + 10
2
·3·1612
2
·4
1
 ≤ 3147072000  <  10
0
·1·1612
0
·5
3
 + 10
1
·3·1612
1
·5
2
 + 10
2
·3·1612
2
·5
1
  x = 4
                               Жељена прецизност се постиже:
                               Кубни корен 4192 је око 16.12
```

### Логаритмичко израчунавање
Основни {\displaystyle n}-ти корен позитивног броја може бити израчунат коришћењем логаритма. Почиње од једначине која дефинише r као {\displaystyle n}-ти корен x, {\displaystyle r^{n}=x,} са x позитивним и стога је њен главни корен r такође позитиван, један узима логаритам са обе стране (било који логаритам ће урадити; база 10 се користи) да добије
{\displaystyle n\log _{10}r=\log _{10}x\quad \quad {\text{hence}}\quad \quad \log _{10}r={\frac {\log _{10}x}{n}}.}
Koren r је регенерисан из тога преузимањем антилога: 
{\displaystyle r=10^{\frac {\log _{10}x}{n}}.}
За случај у којем је x негативно и n непарно, постоји један реалан корен r који је такође негативан. Ово се може наћи прво множењем обе стране дефинисане једначине
–1 да се добије {\displaystyle |r|^{n}=|x|,} затим наставља као и пре да пронађе |r|, и користи r = –|r|.

## Геометријска конструкција
Старогрчки математичари знали су како да користе компас и лењир да изгради дужину једнаку квадратном корену дате дужине. 1837 Пјеро Ванцел доказао је да {\displaystyle n}-ти корен дате дужине не може бити изграђен ако је n > 2.

## Комплексни корени
Сваки комплексни број осим 0 има n различитих {\displaystyle n}-тих корена.

### Квадратни корен
Два квадратна корена комплексног броја су увек негативна једна од другог. На пример, квадратни корен броја -4 је 2i и −2i, а квадратни корени од i су
{\displaystyle {\tfrac {1}{\sqrt {2}}}(1+i)\quad {\text{and}}\quad -{\tfrac {1}{\sqrt {2}}}(1+i).}
Ако се изражавају комплексни бројеви у поларном облику, онда се корен може добити узимајући квадратни корен радијуса и преполовљеног угла:
{\displaystyle {\sqrt {re^{i\theta }}}\,=\,\pm {\sqrt {r}}\,e^{i\theta /2}.}
Основни корен комплексног броја може бити изабран на различите начине, на пример 
{\displaystyle {\sqrt {re^{i\theta }}}\,=\,{\sqrt {r}}\,e^{i\theta /2}}
који представља исечену грану у комплексној равни дуж позитивне реалне осе уз услов  0 ≤ θ < 2π, или дуж негативне реалне осе са
−π < θ ≤ π
Користећи прву (последњу) исечену грану основног квадратног корена {\displaystyle \scriptstyle {\sqrt {z}}} мапира {\displaystyle \scriptstyle z} на пола основе са не-негативним имагинарним делом. Последњи огранак претпостављен у математичком софтверу као што су МАТЛАБ и СЦИЛАБ.

### Корени јединице
Број 1 има н различитих {\displaystyle n}-тих корена у комплексној равни, односно
{\displaystyle 1,\;\omega ,\;\omega ^{2},\;\ldots ,\;\omega ^{n-1},}
где
{\displaystyle \omega \,=\,e^{2\pi i/n}\,=\,\cos \left({\frac {2\pi }{n}}\right)+i\sin \left({\frac {2\pi }{n}}\right)}
Ови корени су равномерно распоређени по јединици круга у комплексној равни, на угловима који су помножени са  {\displaystyle 2\pi /n}. На пример, квадратни корени јединице је 1 и
−1, и четврти корени јединице су 1, {\displaystyle i}, −1, и {\displaystyle -i}.

### n{\displaystyle n}-ти корени
Сваки комплексни број има n различитих {\displaystyle n}-тих корена у комплексном облику. То су 
{\displaystyle \eta ,\;\eta \omega ,\;\eta \omega ^{2},\;\ldots ,\;\eta \omega ^{n-1},}
где је η један {\displaystyle n}-ти корен, и 1, ω, ω2, ... ωn−1 су {\displaystyle n}-ти корени јединства. На пример, четири различита четврта корена броја 2 су
{\displaystyle {\sqrt[{4}]{2}},\quad i{\sqrt[{4}]{2}},\quad -{\sqrt[{4}]{2}},\quad {\text{and}}\quad -i{\sqrt[{4}]{2}}.}
У поларном облику, један {\displaystyle n}-ти корен може бити добијен уз помоћ формуле
{\displaystyle {\sqrt[{n}]{re^{i\theta }}}\,=\,{\sqrt[{n}]{r}}\,e^{i\theta /n}.}
Овде r је магнитуда (модул, такође се назива апсолутна вредност) броја чији корен се предузима; ако број се може написати као  a+bi онда {\displaystyle r={\sqrt {a^{2}+b^{2}}}}. Такође, {\displaystyle \theta } је угао формиран као један стожера порекла казаљке на сату од позитивне хоризонталне осе зрака који иде од порекла на број; он има својства која
```

  

    

      

        
cos

        
⁡

        
θ

        
=

        
a

        

          
/

        

        
r

        
,

      

    

    
{\displaystyle \cos \theta =a/r,}

  

  

  

    

      

        
sin

        
⁡

        
θ

        
=

        
b

        

          
/

        

        
r

        
,

      

    

    
{\displaystyle \sin \theta =b/r,}

  

 и 

  

    

      

        
tan

        
⁡

        
θ

        
=

        
b

        

          
/

        

        
a

        
.

      

    

    
{\displaystyle \tan \theta =b/a.}

  

```

Тако проналажење н-тог корена у комплексној равни може бити сегментисано у два корака. Прво, магнитуда свих {\displaystyle n}-тих корена је {\displaystyle n}-ти корен магнитуде свих оригиналних бројева. Друго, угао између позитивне хоризонталне осе и низа порекла једног од {\displaystyle n}-тих корена је {\displaystyle \theta /n}, где {\displaystyle \theta } је угао који је дефинисан на исти начин за број чији је корен узет. Даље, сви n {\displaystyle n}-тих корена  of the nth roots су једнако размакнути углови, једно од других.
Ако n је парно, комплексни бројеви {\displaystyle n}-тих корена од којих има паран број, долази у адитивном пару инверзном, тако да ако је број r1 један од {\displaystyle n}-тих корена r2 = –r1 је други. То је зато што подизање коефицијента истога
–1 на {\displaystyle n}-ти степен за парно n даје 1: то је, (–r1)n = (–1)n × r1n = r1n.
Као са квадратним кореном, формула изнад не дефинише непрекидну функцију преко улазне комплексе равни, али уместо тога има исечену грану у тачкама где је θ / n је неповезано.

## Решавање полинома
Једном је наслућено да би све једначине  полинома биле решене алгебарски (то је, да би се сви корени полинома изразили у коначном броју радикала и основних операција). Међутим, иако то важи и за полиноме трећег степена (кубне) и четвртог степена полиноме, Абел - Руфини теорема (1824) показује да то није тачно уопште када је степен 5 или већи. На пример, решење једначине 
{\displaystyle x^{5}=x+1\,}
не може бити изражено у смислу радикала (функција)